# Akihito Kusunose
Akihito Kusunose (楠瀬 章仁 Kusunose Akihito?, nacido el 4 de diciembre de 1986 en Kōchi, Kōchi) es un exfutbolista japonés. Jugaba de centrocampista y su último club fue el Matsumoto Yamaga FC de Japón.

## Trayectoria

### Clubes
| Club                | País  | Año         |
| ------------------- | ----- | ----------- |
| Vissel Kobe         | Japón | 2009 - 2011 |
| Matsumoto Yamaga FC | Japón | 2012 - 2013 |

## Estadística de carrera

### J. League
| Club                | Año   | J. League | J. League | Copa J. League | Copa J. League | Total | Total |
| Club                | Año   | Part.     | Goles     | Part.          | Goles          | Part. | Goles |
| ------------------- | ----- | --------- | --------- | -------------- | -------------- | ----- | ----- |
| Vissel Kobe         | 2009  | 7         | 0         | 4              | 0              | 11    | 0     |
| Vissel Kobe         | 2010  | 2         | 0         | 3              | 0              | 5     | 0     |
| Vissel Kobe         | 2011  | 0         | 0         | 0              | 0              | 0     | 0     |
| Matsumoto Yamaga FC | 2012  | 30        | 0         | -              | -              | 30    | 0     |
| Matsumoto Yamaga FC | 2013  | 27        | 2         | -              | -              | 27    | 2     |
| Total               | Total | 66        | 2         | 7              | 0              | 73    | 2     |